# Limpet, incroyable arme secrète
Pour plus de détails, voir Fiche technique et Distribution.
Limpet, incroyable arme secrète (The Incredible Mr. Limpet) est une comédie américaine d'Arthur Lubin sortie aux États-Unis en 1964, mais restée inédite en France. Des séquences d'animation (essentiellement sous-marines) s'y mêlent à celles filmées en prises de vue réelles.

## Synopsis
Durant la Seconde Guerre mondiale, Henry Limpet, un homme timide et maladroit désespère de ne pouvoir mieux aider son pays. Or sa passion pour les poissons va un jour l'amener à en devenir un lui-même. C'est sous cette nouvelle forme qu'il apprendra à mettre à profit ses nouvelles capacités en aidant la Marine américaine à anéantir les sous-marins nazis.

## Fiche technique
- Titre français : Limpet, incroyable arme secrète[1]
- Titre original : The Incredible Mr. Limpet
- Réalisation : Arthur Lubin
- Scénario : Jameson Brewer, John C. Rose
- Date de sortie : 28 mars 1964

## Distribution
- Don Knotts : Henry Limpet
- Carole Cook : Bessie Limpet
- Jack Weston : George Stickel
- Andrew Duggan : Harlock
- Larry Keating : Admiral P.P. Spewter
- Oscar Beregi Jr. : Nazi Admiral
- Charles Meredith : Fleet Admiral
- Elizabeth MacRae : Ladyfish (voix)
- Paul Frees : Crusty (voix)

## Analyse
Il s'agit du premier film mettant en vedette le comédien Don Knotts qui s'était surtout fait connaître pour sa participation à la télévision dans The Steve Allen Show et The Andy Griffith Show en 1960, puis au cinéma dans la comédie à succès Un monde fou, fou, fou, fou en 1963.
The Incredible Mr. Limpet est sorti un an après Merlin l'enchanteur, dans lequel des hommes étaient également changés en poissons durant une scène, et la même année que Mary Poppins, dans lequel prises de vues réelles et animations cohabitaient aussi le temps d'une séquence.
Le même sujet sera à nouveau exploité, en 2000, avec Gloups ! je suis un poisson, dans un registre plus enfantin.

## Autour du film
- Le mot anglais Limpet désigne la patelle, un mollusque gastéropode marin qui vit fixé aux rochers.
- Un remake à base d'images de synthèse a été annoncé en 2006, avec Jim Carrey en vedette, mais le projet est resté sans suite.